# 红罗格农村居民点
红罗格农村居民点（俄语：Краснорогское сельское поселение）是俄罗斯联邦布良斯克州波切普区所属的一个农村居民点。其下辖有23个居民点，行政中心为红罗格。据2015年统计，该农村居民点的人口为2721人。